# Oenone Wood
Oenone Lee Wood (Newcastle, 24 settembre 1980) è un'ex ciclista su strada australiana, vincitrice della coppa del mondo su strada nel 2004 e nel 2005, quando fu anche medaglia di bronzo in linea ai Mondiali di Madrid.

## Carriera
I suoi successi principali furono la Coppa del Mondo 2004 e 2005, ma primeggiò in molte occasioni cogliendo successi di tappa al Geelong Tour, Tour de l'Aude Cycliste Feminin, Tour du Grand Montréal, Women's Tour of New Zealand e al Giro Donne, in cui terminò al primo posto della classifica a punti di questa manifestazione nel 2004 e 2005.
Ai Giochi della XXVIII Olimpiade di Atene 2004 era nel gruppo di testa quando la connazionale Sara Carrigan e la tedesca Judith Arndt scattarono e vinsero rispettivamente oro e argento. La Wood dovette sprintare per il bronzo con Ol'ga Sljusareva e Nicole Cooke, giungendo alla fine quarta. L'anno successivo, ai Mondiali di Madrid vinse la medaglia di bronzo.

## Palmarès
- 2003

Grand Prix Cavrie
4ª tappa Trophée d'Or féminin
- 2004

Campionati australiani, Prova in linea
Campionati australiani, Prova a cronometro
Geelong World Cup
1ª tappa Giro Donne
2ª tappa Geelong Tour
Classifica generale Geelong Tour
Trofeo Città di Rosignano
Trofeo Alfredo Binda-Comune di Cittiglio
Souvenir Magali Pache
Classifica finale Coppa del mondo di ciclismo su strada
- 2005 (Équipe Nürnberger V., undici vittorie)

Campionati australiani, Prova a cronometro
2ª tappa Geelong Tour
4ª tappa Geelong Tour
Classifica generale Geelong Tour
1ª tappa Tour de l'Aude Cycliste Feminin
3ª tappa Tour de l'Aude Cycliste Feminin
7ª tappa Tour de l'Aude Cycliste Feminin
2ª tappa Tour du Grand Montréal
3ª tappa Tour du Grand Montréal
Classifica generale Tour du Grand Montréal
- 2006 (Équipe Nürnberger V., sei vittorie)

Giochi del Commonwealth, Prova a cronometro
Classifica generale Geelong Tour
8ª tappa Giro Donne
Sparkassen Giro Bochum
7ª tappa, 1ª semitappa Tour de l'Aude Cycliste Feminin
Gran Prix International Dottignies
- 2007 (T-Mobile, cinque vittorie)

2ª tappa Women's Tour of New Zealand
3ª tappa Women's Tour of New Zealand
4ª tappa Tour du Grand Montréal
5ª tappa Tour du Grand Montréal
Classifica generale Tour du Grand Montréal
- 2008 (Team High Road, quattro vittorie)

Campionati australiani, Prova in linea
2ª tappa Geelong Tour
2ª tappa Women's Tour of New Zealand
4ª tappa Women's Tour of New Zealand

### Altre vittorie
- 2004

Classifica a punti Giro Donne
Classifica finale Coppa del mondo di ciclismo su strada
- 2005 (Équipe Nürnberger V.)

Classifica a punti Tour de l'Aude Cycliste Feminin
Classifica a punti Geelong Tour
- 2007 (T-Mobile)

Classifica a punti Tour du Grand Montréal
Classifica degli sprint Tour du Grand Montréal

## Piazzamenti

### Competizioni mondiali
- Campionati del mondo

Hamilton 2003 - In linea: 28ª
Verona 2004 - In linea: 13ª
Verona 2004 - Cronometro: 9ª
Madrid 2005 - In linea: 3ª
Madrid 2005 - Cronometro: 14ª
Salisburgo 2006 - In linea: 6ª
Salisburgo 2006 - Cronometro: 27ª
Stoccarda 2007 - In linea: 8ª
Stoccarda 2007 - Cronometro: 21ª
Varese 2008 - In linea: 63ª
- Giochi olimpici

Atene 2004 - In linea: 4ª
Atene 2004 - Cronometro: 6ª
Pechino 2008 - In linea: 29ª
Pechino 2008 - Cronometro: 22ª